# Laura Ruiz Pérez
Laura Ruiz Pérez (Colindres, 18 de junio de 2004) es una ciclista profesional española que desde 2024 corre para el equipo Movistar Team de categoría UCI Women's WorldTeam.
Es la hermana melliza de la también ciclista Lucía Ruiz Pérez.

## Biografía

### Primeros años
Debutó como profesional en 2023 en el equipo del Eneicat - CMTeam - Seguros Deportivos.
Durante su paso por categoría Junior en el Río Miera–Cantabria Deporte, consiguió en 2022 la victoria en el Campeonato de España en Ruta celebrado en Valladolid.
Al igual que su hermana, estudia Veterinaria en la Universidad de León.

## Resultados en Grandes Vueltas y Campeonatos del Mundo
Durante su carrera deportiva ha conseguido los siguientes puestos en las Grandes Vueltas femeninas y en los Campeonatos del Mundo en carretera:
| Carrera              | Carrera              | 2023 | 2024 |
| -------------------- | -------------------- | ---- | ---- |
|                      | Giro de Italia       | —    | —    |
|                      | Tour de l'Aude       | X    | X    |
|                      | Tour de Francia      | —    | —    |
|                      | Vuelta a España      | 85.ª | —    |
| Mundial en Ruta      | Mundial en Ruta      | —    | —    |
| Mundial Contrarreloj | Mundial Contrarreloj | —    | —    |

-: no participa
Ab.: abandono

X: ediciones no celebradas

## Equipos
- Eneicat - CMTeam - Seguros Deportivos (2023)
- Movistar Team (2024-)